# Carl Aigen

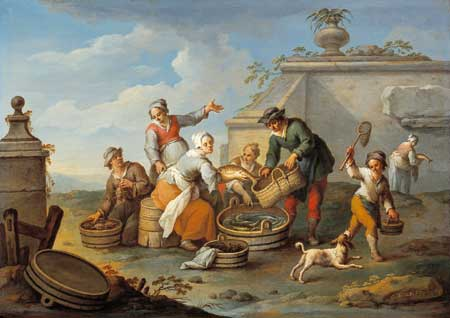
Fischmarkt, 1730

Carl Aigen (* 8. Oktober 1685 in Olmütz; † 22. Oktober 1762 in Wien, auch Karl Joseph Aigen) war ein österreichischer Maler.
Nach einer Ausbildung in Wien und Frankfurt am Main lebte und arbeitete er seit etwa 1720 in Wien. 1754 wurde er zum Mitglied der dortigen Akademie ernannt. Nachdem Aigen vorübergehend die Leitung der Akademie innegehabt hatte, war er bis zu seinem Lebensende dort Professor. Er malte überwiegend kleinformatige Genrestücke und Alltagsszenen.